# Векиета
Лорèнцо ди Пиèтро по прякор Векиèта (на италиански: Lorenzo di Pietro, detto Il Vecchietta; * август 1410, Сиена, Сиенска република, † 6 юни 1480, пак там) e италиански художник, скулптор, архитект и ювелир от Сиенската школа.

## Биография
За Векиета съобщава в своите „Жизнеописания“ Джорджо Вазари и го описва като човек мрачен и необщителен, вечно загрижен и в размисъл, и затова живял малко. По-късните изследователи се опитват да свържат името на този художник с каквито и да е архивни данни. Сега за всепризната се счита версията, че описаният от Вазари, Векиета е Лоренцо ди Пиетро ди Джовани, който е кръстен в Сиена през 1410 г. Името на този човек се появява в документите през 1428 г. сред членовете на Гилдията на художниците на Сиена.

## Творчество

### Фрески на болница „Санта Мария дела Скала“
Векиета взема участие в изписването на фреските на болница „Санта Мария дела Скала“, където работи заедно с Доменико ди Бартоло и Приамо дела Куерча. Векиета изписва там фреската „Видението на св. Сорор“. Това е алегорична фреска, на която е изобразен коленичилият обущар Сорор, считащ се за основател на болницата. Той стои срещу своята майка, над чиято главата се разгръща сцената на нейното видение, случило се преди раждането на нейния син: Богородица в обкръжението на ангели спуска от небесата стълба (стълба на италиански е „scala“ – именно така се нарича и болницата). По стълбата се качват в небесата, под нейна защита, голи деца-сираци. Вдясно, в нишата, са изобразени релефи с Адам и Ева, а отляво са релефите на Каин и Авел; те символизират първородния грях и Стария завет. Той изписва и вратичките на реликвария – „Страстите Христови“, „Светци“ и „Блажени“ (1445 г., Национална пинакотека (Сиена)).

### Фрески на свода на Баптистерия на Сиенската катедрала
Най-доброто постижение в неговото творчество стават фреските на свода на Баптистерия на Сиенската катедрала (1450 – 1453 г.): „Символите на вярата“, „Пророци“ и „Сибили“ (не съхранени), също и тези в апсидата – „Мъчението на Христа“ и „Пътят към Голгота“.

### Кавалетни творби
Сред малкото кавалетни произведения следва да се назове големият триптих „Възнесение на Мария със светци“ (1462 г., Катедрала на Пиенца) и олтарът „Мадона със светци“ и „Благовещение“ (ок. 1460 г., Епархийски музей на Пиенца).

### Скулптури
Векиета е забележителен скулптор, оставил няколко прекрасни статуи, сред които голям кивот в болницата „Санта Мария дела Скала“, украсен с фигури на ангели (1467 – 1472 г.), който сега украсява главният олтар на храма.
- Св. Андрей
- Св. Йоан
- Успение на Богородично
- Пиетà
- Св. Петър